# Глина
Вижте пояснителната страница за други значения на Глина.
Глина е естествен минерал, в чийто състав влизат основно дребно смлени алуминиеви силикати. В сухо състояние е прахообразна и добива консистенция подобна на пластилин при овлажняване. Глината е хигроскопична и при смесването си с вода получената пластична маса лесно се поддава на обработка, като същевременно съхранява формата си. Това я прави подходящ материал за производство на тухли, керемиди и керамика. Някои глини, поради разтворените в тях соли, притежават лечебни свойства, а също така и добри абсорбционни свойства.
Основните минерали в глината са от групата на каолинита. Диалуминиевият триоксид (Al2O3) и силициевият диоксид (SiO2) също влизат в химичния състав на глината. Обикновените глини са полимерни смеси от каолин, пясък, железен оксид и други, като размерът на нейните частици е под 0,005 mm. Тя е фино дисперсен материал.

## Глината в древността
Праисторическите хора първи се възползват от полезните свойства на глината. Някои от най-ранните керамични съдове са намерени в централен Хоншу, Япония. Те са свързани с културата Йомон и депозитите, в които са били открити, са датирани около 14 000 г. пр. Хр.
Плочки от влажна глина са ползвани за една от първите писмености, т. нар. клинописно писмо. Ползвайки тръстикови пръчици, наречени стилус, шумерите са дълбаели чертички подобни на клинчета, откъдето идва и името на тази писменост.
Глината е един от най-старите строителни материали на Земята, наред с други древни естествени геоложки материали като камък и органични материали като дърво.

## Видове

### Според съдържанието
- Мазна (тлъста) – с най-високото съдържание на каолин и най-ниско на пясък (под 5%). Отличават се с голяма пластичност и висока огнеупорност;
- Средномазна – при наличие на пясък от 5 до 15%;
- Постна – пясъкът е между 15 и 30%, съдържа също и много други примеси, поради което тя е по-малко пластична и по-лесно топима.

### Според термоустойчивостта
- Леснотопима – с температура на топене до 1380 °C;
- Труднотопима – с температура на топене между 1380 °C и 1550 °C;
- Огнеупорна – с температура на топене над 1550 °C.

Температурата на топене зависи отново от съдържанието в глината на основната съставка – каолин (чистият каолин се топи при температура над 1750 °C).

### Според цвета
Цветът на глините е разнообразен. Най-често се срещат:
- кафяви (с примеси на железни оксиди);
- сиви (с примеси на органични вещества).

## Свойства
Глините са постоянна съставна част на почвите и често образуват мощни пластове на огромно протежение. Глинестите минерали се състоят от неголеми частици, които имат плосковиден строеж, благодарение на който могат да се допират плътно една до друга. Това обуславя едно от най-важните свойства на глината – нейната водонепропускливост. Тясно свързано с това е и друго нейно свойство – нейната пластичност.
Глините имат голяма повърхност и са способни да абсорбират в себе си различни катиони, като така в тях се натрупват полезни вещества за растенията, посредством изместване на равновесието. Йоните на някои метали са способни да заменят други йони в кристалната решетка на глината и по този начин се натрупват в нея. Често йоните на металите заменят протоните, принадлежащи към групата OH- на повърхностните частици на глината. В тези случаи възниква равновесие, зависещо от киселинността или алкалността (pH) на средата. Забелязва се, че по-висока концентрация на H(aq) води до силно изместване на равновесието вляво. Ако почвата е основна или алкална равновесието се измества в дясна посока и растенията не могат да извлекат от почвата М+(aq). Следователно pH на почвите оказва голямо влияние на нейната плодородност (по-точно на способността на почвата да снабдява растенията с необходимите за тях хранителни вещества). По-голямата част от растенията се развиват по-добре в почва, в която pH е в предела 6 – 7, т.е в слабо киселинна почва. Основните или алкалните почви са разпространени в засушени или слабо засушени места. Киселите почви се срещат по-често от алкалните. За намаляване киселинността на почвите обикновено се добавя CaO (негасена вар), която регулира pH на почвата. Този процес се нарича варосване на почвите. Негасената вар представлява най-основния анхидрид и за това взаимодейства с H+ в реакцията.

## Приложение
Глината е главната суровина на керамичната промишленост. Така наречената груба керамика обхваща производството на тухли, различни огнеупорни и киселинноустойчиви материали и изделия от глина, глинени съдове; а фината керамика – производство на порцелан, фаянс и изделия от тях.
Глината се пече в пещи, като спичането на глината започва значително преди точката на топене. В резултат на пълното спичане на глинената маса се получава изкуствен камък с голяма якост, така нареченият клинкер.